# Trương Quốc Khánh
Trương Quốc Khánh (10 tháng 10 năm 1947 - 23 tháng 6 năm 1999) là một nhạc sĩ, nhà báo, nhà biên kịch. Tác phẩm nổi tiếng nhất của ông là bài hát Tự nguyện được sáng tác trong phong trào Hát cho đồng bào tôi nghe.

## Tiểu sử
Trương Quốc Khánh (sinh ngày 10/10/1947 – mất ngày 23/6/1999) là một nhạc sĩ, nhà báo, nhà viết kịch kiêm đạo diễn sân khấu quần chúng.
Trương Quốc Khánh được sinh ra trong một gia đình cách mạng ở Xã Đôn Thuận huyện Trảng Bàng, tỉnh Tây Ninh. Bài hát Tự nguyện  là tác phẩm nổi tiếng nhất của ông được sáng tác trong phong trào Hát cho đồng bào tôi nghe vào năm 1968 khi tham gia phong trào "Thanh niên Sinh viên Học sinh miền Nam chống Mỹ cứu nước ".
Trong phong trào "Hát cho đồng bào tôi nghe" ông làm Phó Trưởng Đoàn Văn nghệ sinh viên học sinh Sài Gòn (Trưởng Đoàn là Nhạc sĩ Tôn Thất Lập). Năm 1972 ông vào chiến khu tham gia Khóa học đầu tiên của Trường Đoàn Lý Tự Trọng. Cuối năm 1973 ông vượt Trường Sơn ra miền Bắc. Cùng đi có các nhạc sĩ Tôn Thất Lập, Trần Long Ẩn, Nguyễn Văn Sanh, Nguyễn Văn Ánh,Hoàng Thị Hạnh, Lê Thành Yến (Ba Hạnh – Nguyên Tổng Thư ký Hội Sân Khấu TP.HCM).
Năm 1974, đi học tại Trường Viết văn Nguyễn Du – Hà Nội. Khi miền Nam được Giải phóng, nước Việt Nam thống nhất, ông trở lại miền Nam công tác, giữ các chức vụ do Nhà Nước bổ nhiệm như: Phó Chủ Nhiệm Nhà Nghệ Thuật Quần Chúng TP.HCM kiêm Thường Vụ Hội Sân Khấu (1976 – 1978); Phó Tổng Thư ký kiêm Tổng Biên tập Báo Sân khấu - Hội Sân khấu Thành phố Hồ Chí Minh (04/1994-06/1999); Đại biểu Hội Đồng Nhân dân TP.HCM khóa V và VI (1994 – 1999).
Ngoài vai trò là nhạc sĩ, ông còn là một trong những cán bộ xây dựng đội ngũ sáng tác Kịch cho sân khấu chuyên nghiệp và quần chúng trong thời gian đầu tại miền Nam sau khi Hòa Bình lập lại.
Ông từ trần do bệnh vào lúc 5 giờ sáng ngày 23 tháng 6, 1999 và được an táng tại nghĩa trang thành phố Hồ Chí Minh ngày 25 tháng 6 năm 1999. Với ca khúc Tự Nguyện, ông được anh chị em trong phong trào SVHS gọi bằng cái tên trìu mến: "Nhạc sĩ Bồ Câu"

## Các sáng tác

### Ca khúc
- - Tự nguyện: đề cao chủ nghĩa anh hùng cách mạng, ước mơ thống nhất đất nước.
  - Bài ca cho người đi giữ quê hương: đề cao chủ nghĩa anh hùng cách mạng.
  - Hát trong làn khói đạn: động viên trực tiếp cuộc biểu tình xuống đường của nhân dân thành thị miền Nam chống Mỹ, Ngụy.
  - Hát cho người cảnh sát anh em: cổ vũ đấu tranh cách mạng.
  - Sức mạnh nhân dân: đề cao lực lượng vũ trang nhân dân và chủ nghĩa anh hùng cách mạng.
  - Dành cho má một ngày: đề cao chủ nghĩa anh hùng cách mạng, truyền thống Phụ nữ Việt Nam.
  - Đêm Trung Thu: dành cho Thiếu Nhi, ước mơ Hòa Bình
  - Trường ca Trên dòng sông Cửu: đề cao chủ nghĩa anh hùng cách mạng,yêu quê hương
  - Niềm tin của Mẹ (6/1999): đề cao Phụ nữ Việt Nam, các bà Mẹ anh hùng cách mạng.

Kịch nói :
1.    "Vụ án Diêm Đình "(tác giả và đạo diễn): châm biếm, tố cáo tội ác Mỹ, Ngụy, do Đoàn Văn nghệ Thanh Niên, Học sinh Sinh viên Saigon (một tổ chức của Thành đoàn) biểu diễn công khai nhiều lần trong phong trào đấu tranh chống Mỹ, Thiệu tại các đô thị miền Nam.
2.    "Hoa Xiêm gai trắng"  (đạo diễn): Kịch ngắn của Liên Xô do đội kịch không chuyên ĐH Luật khoa biểu diễn, giải Nhất hội diễn VNQC toàn Thành 1975.
3.    "Vì một con Người" (đạo diễn): đội kịch SV ĐH Y khoa biểu diễn, huy chương Bạc Hội diễn VNQC toàn thành 1976.
4.    "Vết rạn" (đạo diễn): đội kịch trường Đoàn Lý Tự Trọng biểu diễn, huy chương Bạc hội diễn VNQC toàn Thành 1976.
5.    "Chính nó đấy" (tác giả và đạo diễn): đội kịch Trường Thanh Niên Mới – Bình Triệu biểu diễn, huy chương Vàng hội diễn VNQC năm 1982.
6.    "Đâu là hạnh phúc" (tác giả và đạo diễn): đội kịch nhà máy đồ hộp Tân Bình biễu diễn, huy chương Vàng hội diễn VNQC năm 1983.
7.    "Ông già vợ mê bóng đá": nhà hát Hòa Bình diễn năm 1997.
Truyện ngắn :
·      Hát trong làn khói đạn : về đấu tranh chống văn hóa đồi trụy, giải Nhất trại viết " Về đề tài cho Thanh Niên" do Thành đoàn tổ chức năm 1973 – Hà Nội.
·      Vòng thép gai : về đấu tranh của Thanh niên chống chế độ Mỹ - Ngụy, giải Nhất trong trại viết Văn 6 tháng do hội Nhà văn VN tổ chức 1975 – Hà Nội.Hát trong làn khói đạn: về đấu tranh chống văn hóa đồi trụy, giải Nhất trại viết " Về đề tài cho Thanh Niên" do Thành đoàn tổ chức năm 1973 – Hà Nội.
Kịch bản cải lương :
1.    Cơn bão cuối cùng: đoàn Kim Cương diễn năm 1983.
2.    Nụ hôn có vị mặn: đoàn Bông Hồng diễn năm 1986.
3.    Giũ áo bụi đời: đoàn Trần Hữu Trang diễn năm 1990.
4.    Nếu Em là hoàng đế: đoàn Sài Gòn II diễn năm 1991.
Kịch bản phim :
-       Đàn chim và cơn bão : phim truyện, do Cao Thụy đạo diễn, hãng phim Giải phóng thực hiện năm 1981 (diễn viên nhí vai chính trong phim là Lý Hùng - lần đầu tiên đóng phim).
-       Nỗi đau này không của riêng ai (tên khác là Ma túy – SOS): phim phóng sự Tài liệu thực hiện cùng đạo diễn Mỹ Hà, đoạt giải thưởng báo Chí năm 1984.
Các khen thưởng :
-       Huy chương Kháng chiến hạng I
-       Huân chương Quyết thắng hạng 2
-       Huân chương Quyết thắng hạng Nhất
-       Huân chương Kháng chiến chống Mỹ hạng Ba
-       Huy Hiệu Vì sự nghiệp văn hóa Quần chúng
-       Huy chương Vì Sự nghiệp Văn học nghệ thuật.

### Về bài hát Tự nguyện
| “ | Nếu là chim, tôi sẽ là loài bồ câu trắng Nếu là hoa, tôi sẽ là một đóa hướng dương Nếu là mây, tôi sẽ là một vầng mây ấm Nếu là người, tôi sẽ chết cho quê hương | ” |

Hiện nay, nhiều người nhầm lời bài hát, thay vì "là" thành "làm". Qua bài hát, tác giả Trương Quốc Khánh muốn bày tỏ mong ước hòa bình, độc lập, tự do bằng việc lựa chọn các hình tượng điều kiện: chim - bồ câu trắng, hoa - hướng dương, mây - vầng mây ấm, do vậy mới dùng chữ "là". Ở câu cuối đoạn mở đầu, nhiều người đã bỏ đi chữ "nếu" khiến bài hát bị chậm lại, tiết tấu bị gián đoạn. Trong chương trình Những bài hát còn xanh, nhạc sĩ Trần Xuân Tiến từng kể lại rằng những ngày cố nhạc sĩ Trương Quốc Khánh nằm viện, ông thường gửi gắm nhạc sĩ Trần Xuân Tiến tâm nguyện hãy nói với các bạn trẻ biết là phải có chữ "nếu". Chữ "nếu" là sự cách điệu ước muốn cao hơn, vì rõ ràng con người có những ước muốn có chọn lọc. Ngoài ra, nguyên bản câu kết bài hát phải là: "Là người, xin một lần khi nằm xuống, nhìn anh em đứng lên cắm cao ngọn cờ". Nhiều người đã hát thành "phất cao ngọn cờ". Tác giả dùng chữ "cắm" để thể hiện tư thế vững chãi của lá cờ đất nước ở biên cương Tổ quốc. Khi hòa bình, thống nhất, cờ sẽ được cắm trên khắp đất nước thể hiện sự độc lập, tự do và toàn vẹn lãnh thổ.